# اسپیرینگ فیلد (اورگن)
اسپیرینگ فیلد (به انگلیسی: Springfield) شهری در شهرستان لین ایالت اورگان است و در سرشماری سال ۲۰۱۱ میلادی، ۵۹،۶۹۵ نفر جمعیت داشته که نسبت به سال ۲۰۱۰، ۰٫۴۹+ درصد رشد جمعیت داشته‌است.